# Universe (zespół muzyczny)

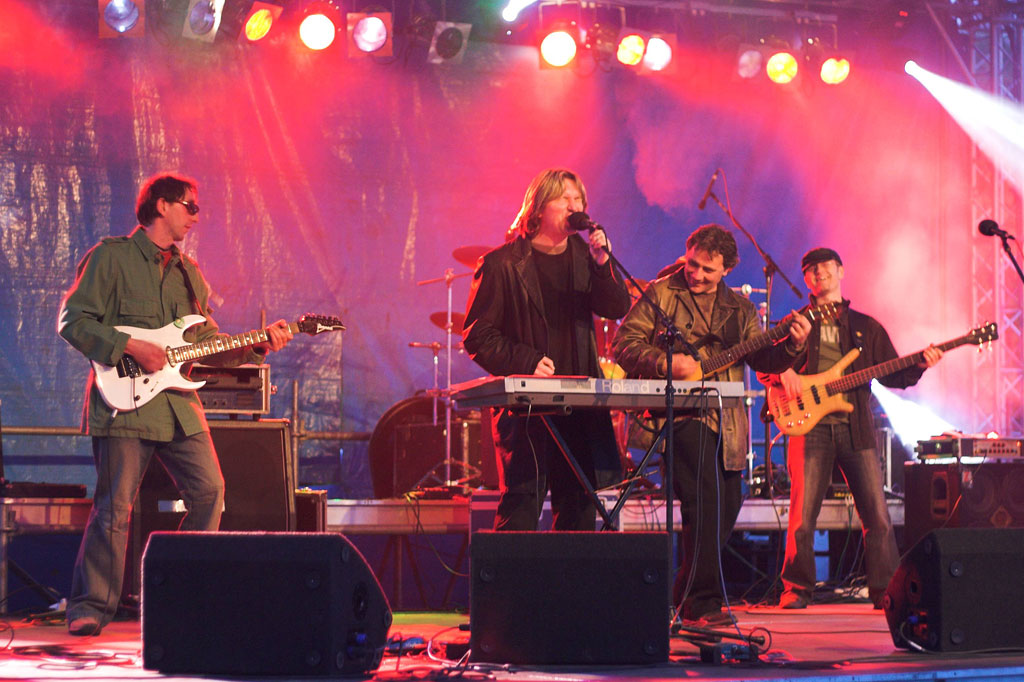
Koncert

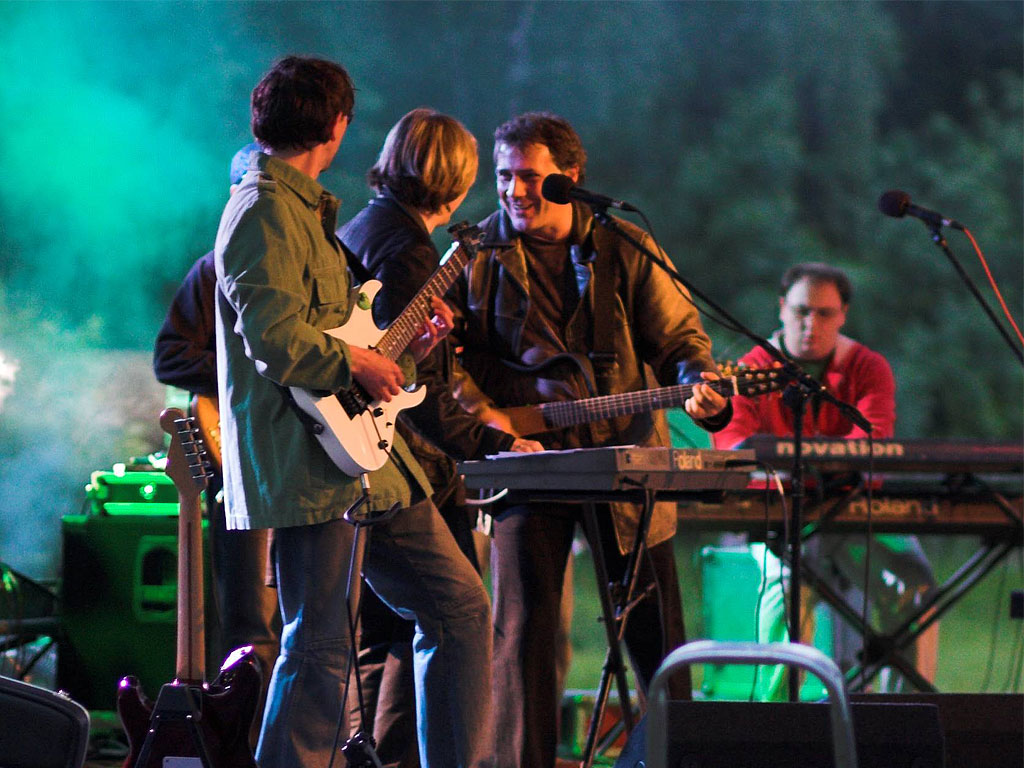
Koncert

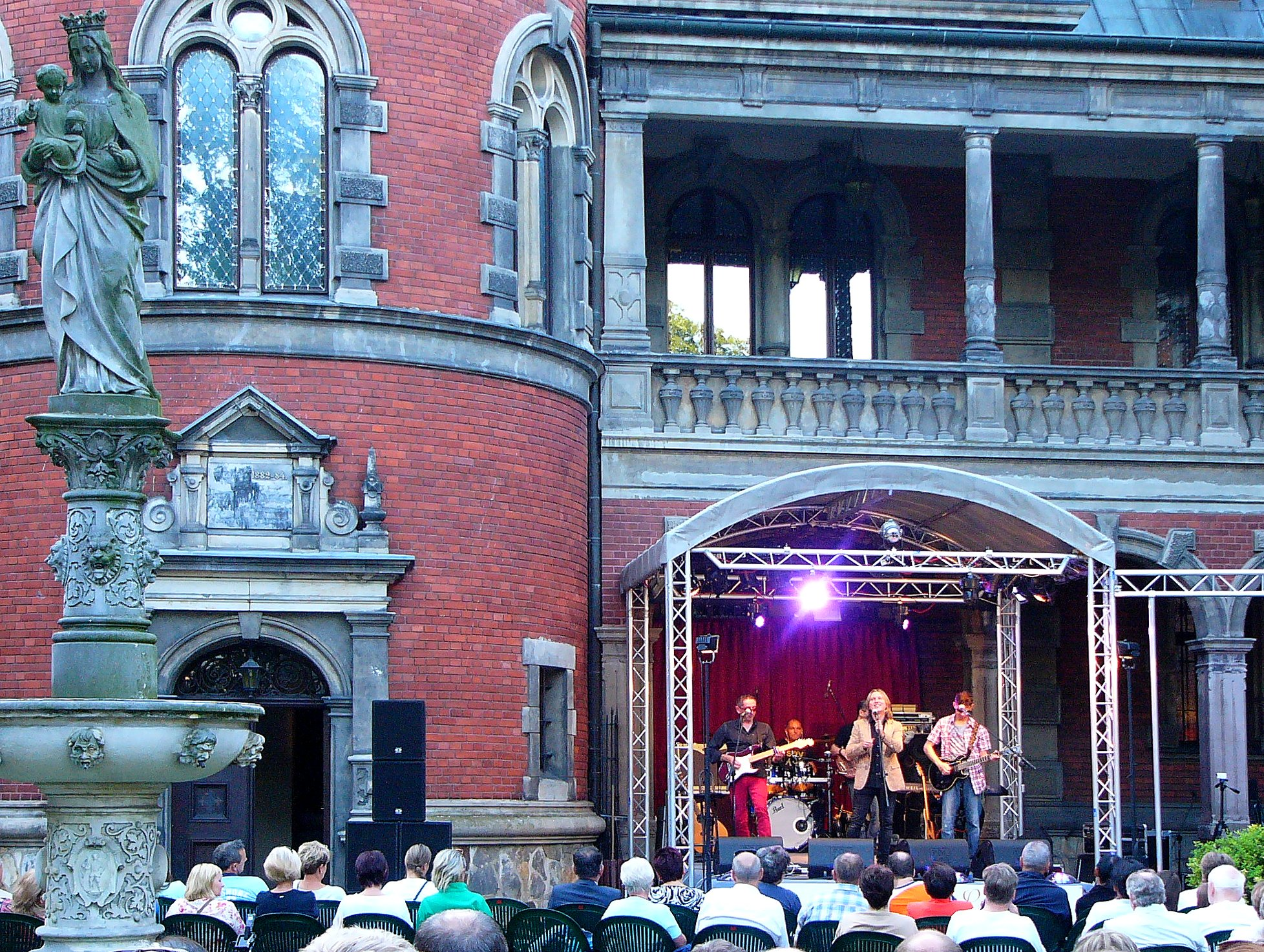
Universe podczas koncertu w historycznym otoczeniu – na dziedzińcu pałacu w Pławniowicach

Universe – polski zespół, założony w 1981 przez Mirosława Bregułę i Henryka Czicha.

## Historia
W 1983 zespół wziął udział w eliminacjach do Ogólnopolskiego Młodzieżowego Przeglądu Piosenki, dzięki któremu otrzymał możliwość wystąpienia podczas 20. Krajowego Festiwal Piosenki Polskiej w Opolu, na którym zajął drugie miejsce za wykonanie utworu „Mr. Lennon”. Rok później muzycy wystąpili z utworem „Blues na wpół do piątej rano” na 21. KFPP w Opolu, a w 1988 z piosenką „Tacy byliśmy” wystartował w konkursie „Od Opola do Opola” podczas 25. edycji festiwalu. W latach 80. piosenki Universe ukazywały się pojedynczo na płytach winylowych, wydawanych przez Tonpress. Jednak dopiero w 1991 na rynku pojawił się pierwszy album Universe, nazwany przekornie The best of. W 1992 za wykonanie piosenki „Daj mi wreszcie święty spokój” zespół otrzymał pierwszą nagrodę w konkursie „Premier” na 29. KFPP w Opolu. Rok później za utwór „To był maj” zdobył trzecią nagrodę w konkursie „Fono-Ramy” na 30. edycji festiwalu.
W 2002 do zespołu doszli kolejni członkowie: Damian Filipowski (gitara elektryczna), Wojciech Wesołek (gitara elektryczna), Marcin Kulik (gitara basowa), Grzegorz Krzykawski (perkusja) oraz Adam Greń (instrumenty klawiszowe). W 2003 zespół tworzyli: Mirosław Breguła, Henryk Czich, Damian Filipowski, Wojciech Wesołek, Marek Kopecki oraz Grzegorz Krzykawski. W 2005 w zespole zaszły zmiany. Do zespołu został przyjęty Roman Jońca, grający na instrumentach klawiszowych, który wcześniej współpracował m.in. przy promocji zespołu.
W 2005 grupa wydała płytę pt. Zanim, zawierającą m.in. przebojowe kompozycje „Ja taki fajny gość” oraz „Sen o San Francisco”.
Współzałożyciel zespołu, wokalista i gitarzysta, Mirosław Breguła, popełnił samobójstwo 2 listopada 2007 w Chorzowie. W pogrzebie uczestniczyło ponad 5 tys. osób. Odejście wokalisty i lidera Universe spowodowało gwałtowny wzrost zainteresowania grupą. Po śmierci Mirosława Breguły nowym liderem zespołu został jego współzałożyciel Henryk Czich. W 2008 zespół wydał album pt. Mijam jak deszcz, stanowiący pożegnanie Universe z Bregułą. Płyta zawierała największe przeboje grupy w nowych aranżacjach, a także trzy premierowe utwory, nagrane przez Bregułę na kilka miesięcy przed śmiercią, w tym utwór „Raz wróg, raz brat”.
Zespół ma swoje własne radio internetowe, w którym emitowane są wyłącznie przeboje grupy oraz materiały archiwalne, związane z działalnością Universe.

## Muzycy

### Aktualni członkowie zespołu
- Henryk Czich – śpiew, instrumenty klawiszowe
- Wojciech Wesołek – wokal, gitara
- Damian Filipowski – gitara
- Marek Kopecki – gitara basowa
- Grzegorz Krzykawski – perkusja
- Marek Jagucki – instrumenty klawiszowe

### [1]Byli członkowie zespołu
- Mirosław Breguła (zmarły 02.11.2007)
- Dariusz Boras (zmarły 13.09.2010)[3]
- Józef Chuć
- Marek Małota
- Leszek Żuchowski
- Eligiusz Badura
- Janusz Piechaczek
- Adam Greń
- Piotr Jarosz
- Janusz Bogacki
- Mariusz. Sobkiewicz siwy

## Notowane utwory
| 1984                                    | „Każdego wciąga poker”        | 26 | –  |
| 1984                                    | „Ty masz to czego nie mam ja” | 2  | –  |
| 1985                                    | „Chiny”                       | 40 | –  |
| 1986                                    | „Głupia żaba”                 | 8  | –  |
| 2008                                    | „Raz wróg, raz brat”          | –  | 25 |
| „–” oznacza, że utwór nie był notowany. |                               |    |    |

## Dyskografia
- The best of (1991)
- Magnes serc (1992)
- Maleńki Jezu (1993), reedycja jako Gwiazdo z Betlejem (1996, 2001)[6]
- Ciągle szukam drogi (1993)
- Być przy tobie (1994)
- Latawce (1996)
- Bahama Yellow (1997)
- Mr. Lennon (2000)
- Kto ci jeszcze wierzy? (solowy album Mirka Breguły, 2001)
- Zanim... (2005)
- Mijam jak deszcz (2008) POL #33[7]
- Live (2024)
- Zaśpiewajmy Kolędę Jezusowi Dziś (2024)

## Składanki i wydania specjalne
- Złote Przeboje (1998)
- Złote Ballady (1999)
- Złota kolekcja: Tacy byliśmy (2003) – platynowa płyta[8]